# Krytonoski
Krytonoski (Scytalopodinae) – podrodzina ptaków z rodziny krytonosowatych (Rhinocryptidae).

## Występowanie
Podrodzina obejmuje gatunki występujące w Ameryce Centralnej i Południowej.

## Systematyka
Do podrodziny należą następujące rodzaje:
- Eleoscytalopus
- Merulaxis
- Myornis – jedynym przedstawicielem jest Myornis senilis – krytonosek północny.
- Eugralla – jedynym przedstawicielem jest Eugralla paradoxa – krytonosek południowy.
- Scytalopus